# Гаога
Гаога — государство, существовавшее в XV—XVI веках на территории Центральноафриканской Республики. Оно было образовано восставшими рабами. Основным занятием населения являлось скотоводство. Конная армия Гаоги имела оружие, выменянное у египетских торговцев. Найдённые остатки домашней утвари имеют христианские символы, которые говорят о том, что в Гаоге жили христиане.

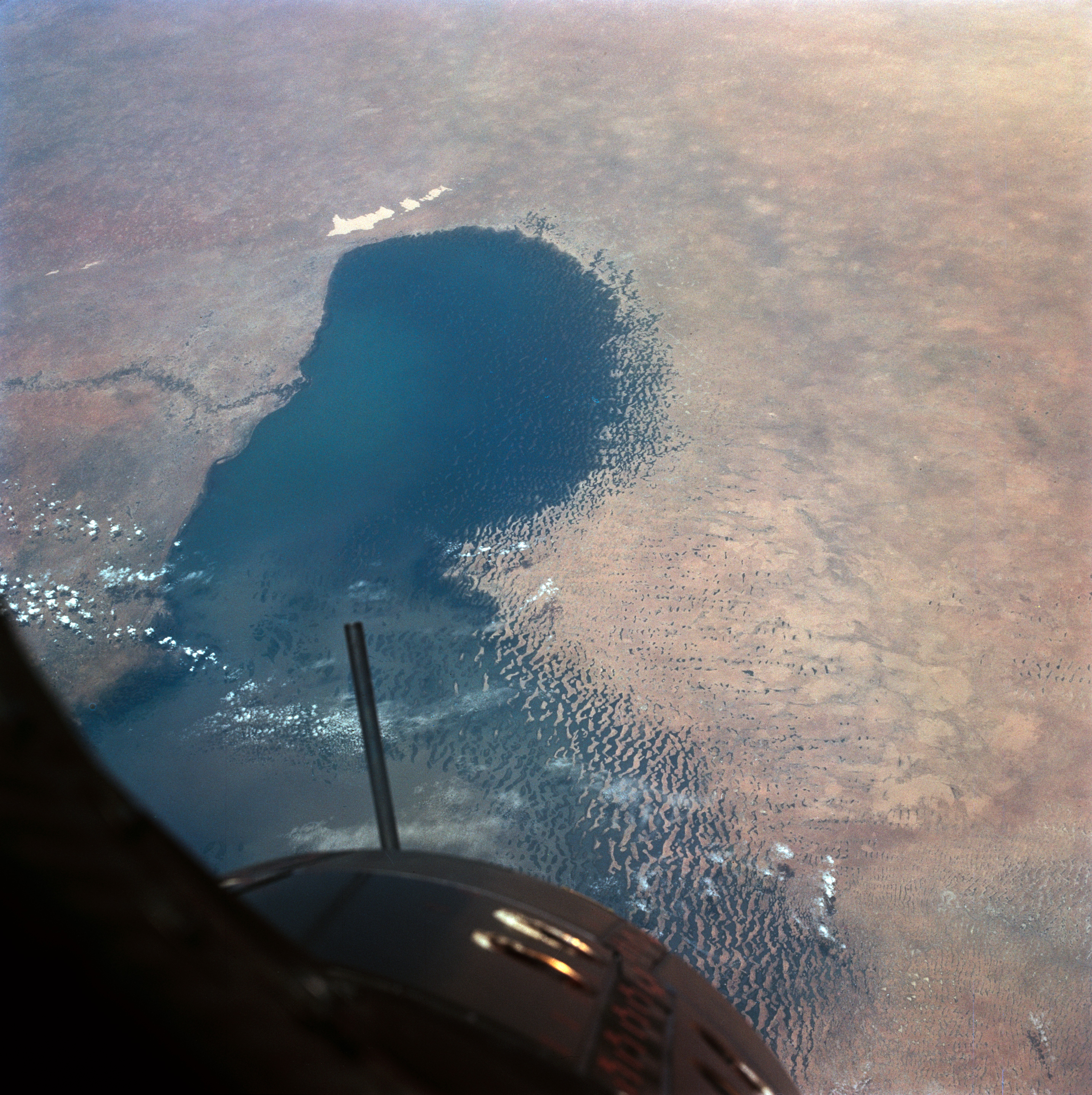
Озеро Чад

В XVII веке территория Центральноафриканской Республики была заселена местными убангийскими племенами: гбанзири, бурака, якома и нзакара. В это же время близ северо-восточных границ территории страны образовались новые феодальные государства: Багирми, Вадай и Дарфур.

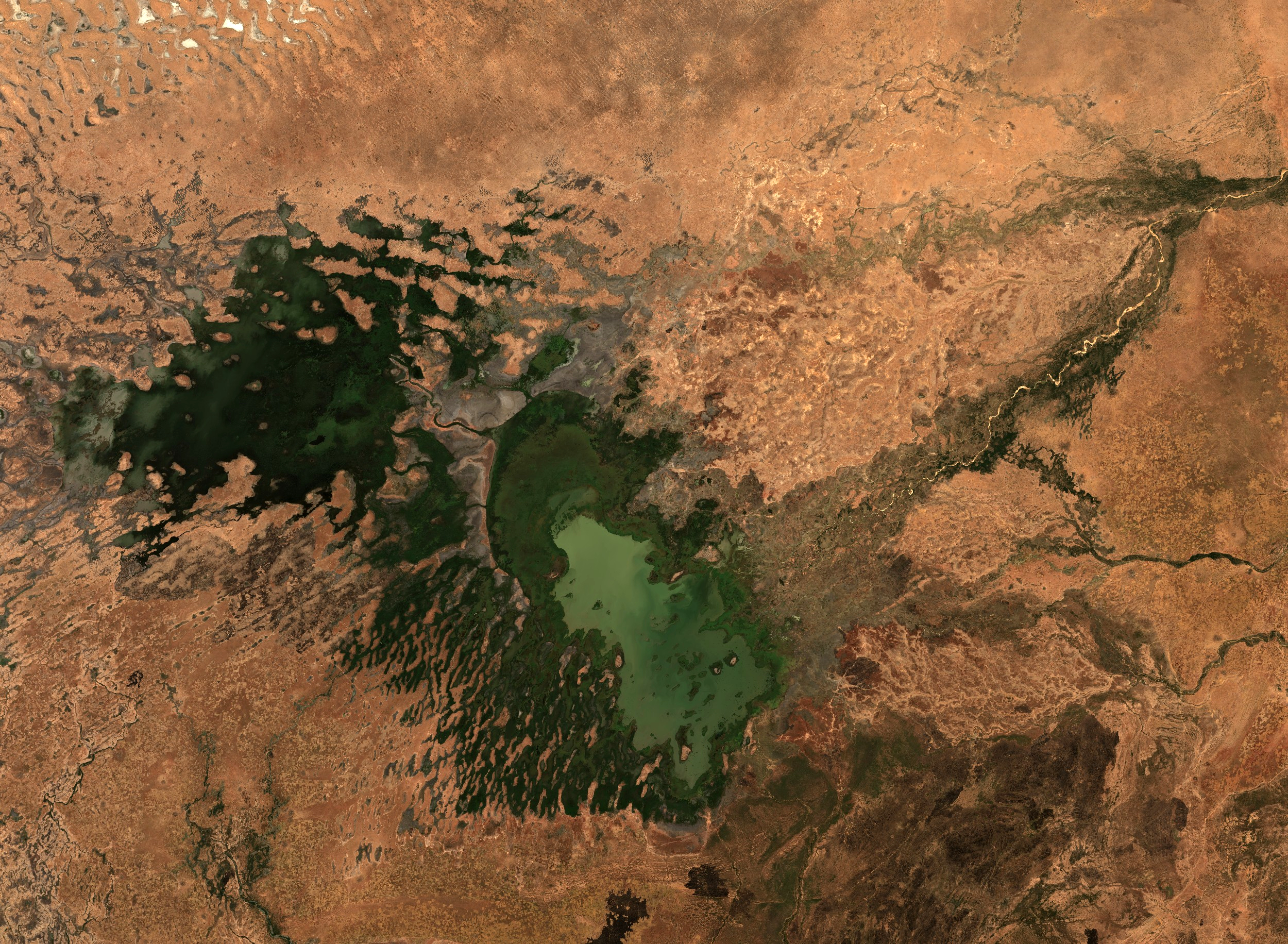
Озеро Фитри

Государство Гаога находилось восточнее озера Чад. Его главный город, который также назывался Гаога, находился, вероятно, в районе города Иао, северо-восточнее озера Фитри.